# الوحدة الخاصة (فلسطين)
الوحدة الخاصة هي وحدة العمليات الخاصة في الأجهزة الأمنية في فلسطين وهي تتبع لجهاز الأمن الوطني وكانت تنشط في البداية في قطاع غزة ولكن انتهت بعد سيطرة حركة حماس على قطاع غزة.[بحاجة لمصدر]
واستمرت في الضفة الغربية والمعروفة حالياً باسم وحدة العمليات الخاصة (101) وهي الوحدة الخاصة حاليًا في الضفة الغربية.